# Fritz-Variante
|   | a | b | c | d | e | f | g | h |   |
| 8 |   |   |   |   |   |   |   |   | 8 |
| 7 |   |   |   |   |   |   |   |   | 7 |
| 6 |   |   |   |   |   |   |   |   | 6 |
| 5 |   |   |   |   |   |   |   |   | 5 |
| 4 |   |   |   |   |   |   |   |   | 4 |
| 3 |   |   |   |   |   |   |   |   | 3 |
| 2 |   |   |   |   |   |   |   |   | 2 |
| 1 |   |   |   |   |   |   |   |   | 1 |
|   | a | b | c | d | e | f | g | h |   |

Die Fritz-Variante. 3. Lf1–c4 Sg8–f6 4. Sf3–g5 d7–d5 5. e4xd5 Sc6–d4
Die Fritz-Variante ist ein Abspiel des Zweispringerspiels im Nachzuge (1. e2–e4 e7–e5 2. Sg1–f3 Sb8–c6 3. Lf1–c4 Sg8–f6), einer Eröffnung im Schach. 
Sie entsteht aus der Preußischen Partie (4. Sf3–g5 d7–d5 5. e4xd5) nach dem Zug 5. … Sc6–d4 und hat den ECO-Code C57.
Der deutsche Meister Alexander Fritz (1857–1932) schlug Carl Schlechter 5. … Sc6–d4 vor, der 1904 darüber in der Deutschen Schachzeitung schrieb. 1907 schrieb Fritz selbst einen Artikel im schwedischen Magazin Tidskrift för Schack.
Die beste Antwort von Weiß ist 6. c2–c3. Das Spiel wird oft mit 6. … b7–b5 7. Lc4–f1 Sf6xd5 8. Sg5–e4 oder 8. h2–h4 (Enrico Paoli) h7–h6 fortgesetzt. Nach 8. Sg5–e4 führt 8. … Sd4–e6 zu einem laut Cramer minimalen aber dauerhaften Endspielvorteil für Weiß, während 8. … Dd8–h4 Schwarz zu einem Figurenopfer verpflichtet. 
Diese Stellungen können sich auch aus der Ulvestad-Variante 5. … b7–b5 ergeben, nach 6. Lc4–f1 Sc6–d4 7. c2–c3.